# Wendy Woodhead
Wendy Woodhead (* 10. Mai 1916 in Edmonton (Middlesex); † Januar 2003 in Penrith (Cumbria)) war eine englische Tischtennisspielerin. Sie nahm an fünf Weltmeisterschaften teil und gewann dabei 1938 den Titel im Mixed.

## Werdegang
Wendy Woodheads Vater besaß einen eigenen Tennisplatz. Wendy war talentiert in den Sportarten Tennis, Basketball und vor allem im Tischtennis. Bei den offenen englischen Meisterschaften gewann sie vier Titel im Doppel, 1933 mit Adele Wood sowie 1925, 1937 und 1938 mit Margaret Osborne.
Von 1934 bis 1938 nahm sie an allen fünf Weltmeisterschaften teil. Dabei belegte sie bis einschließlich 1937 mit der englischen Damenmannschaft stets die Plätze vier bzw. fünf. 1937 erreichte sie im Doppel mit Margaret Osborne das Endspiel, das allerdings mit 0:3 gegen Vlasta Depetrisová/Věra Votrubcová aus der Tschechoslowakei verloren ging. Ein Jahr später, 1938, wurde sie für den Mannschaftswettbewerb nicht nominiert, da ihre Spielstärke vermeintlich nicht ausreichte. Dennoch wurde sie zusammen mit dem Ungarn László Bellák, mit dem sie zuvor niemals gespielt hatte, Weltmeister im Mixed vor den tschechoslowakischen Vorjahressiegern Bohumil Váňa/Věra Votrubcová.
1940 heiratete Wendy Woodhead den Cricketspieler Martin ‘Bunny’ Burbush (1912–1976).

## Turnierergebnisse
| Verband | Veranstaltung     | Jahr | Ort     | Land | Einzel        | Doppel        | Mixed         | Team     |
| ------- | ----------------- | ---- | ------- | ---- | ------------- | ------------- | ------------- | -------- |
| ENG     | Weltmeisterschaft | 1938 | Wembley | ENG  | letzte 16     | letzte 32     | Gold          |          |
| ENG     | Weltmeisterschaft | 1937 | Baden   | AUT  | letzte 16     | Silber        | letzte 32     | 5. Platz |
| ENG     | Weltmeisterschaft | 1936 | Prag    | TCH  | letzte 16     | letzte 16     | letzte 16     | 5. Platz |
| ENG     | Weltmeisterschaft | 1935 | Wembley | ENG  | letzte 64     | letzte 16     | letzte 32     | 4. Platz |
| ENG     | Weltmeisterschaft | 1934 | Paris   | FRA  | Viertelfinale | Viertelfinale | Viertelfinale | 4. Platz |